# أبحاث الملاحة
في حين أن مصطلح الملاحة ينطبق في الأصل على عملية توجيه السفينة إلى مقصدها، وتتناول بحوث الملاحة الجوانب الأساسية للملاحة بوجه عام. ويمكن تعريفه على أنه «عملية تحديد والحفاظ على مسار أو مسار إلى موقع الهدف» (فرانز، مالوت، 2000) وهي تتعلق أساسا بجميع العوامل المتحركة، البيولوجية أو الاصطناعية، المستقلة أو المتحكم بها عن بعد.
اقترح فرانز ومالوت تسلسل هرمي للملاحة في الروبوتات والأنظمة المستقلة 30 (2006): 
|                                | المتطلبات السلوكية                  | كفاءة الملاحة                               |
| التنقل المحلي                  | التنقل المحلي                       | التنقل المحلي                               |
| ------------------------------ | ----------------------------------- | ------------------------------------------- |
| بحث                            | التعرف على الهدف                    | العثور على الهدف دون التوجه النشط نحو الهدف |
| إتباع الاتجاه                  | محاذاة المسار مع الاتجاه المحلي     | إيجاد الهدف من جهة واحدة                    |
| تهدف                           | حافظ على الهدف في المقدمة           | العثور على هدف بارز من منطقة تجمع           |
| إرشاد                          | تحقيق علاقة مكانية بالأشياء المحيطة | إيجاد هدف محدد بعلاقته بالمحيط              |
| إيجاد الطريق                   |                                     |                                             |
| الاستجابة التي أثارها الاعتراف | جمعية نمط العمل الحسي               | اتباع الطرق الثابتة                         |
| الملاحة الطوبولوجية            | تكامل الطريق، تخطيط الطريق          | تسلسل مرن لأجزاء المسار                     |
| التنقل في الاستطلاع            | التضمين في إطار مرجعي مشترك         | إيجاد مسارات على أرض جديدة                  |

هناك طريقتان أساسيتان للملاحة:
- الملاحة الأنانية المعروفة أيضا باسم الملاحة الحمقاء.
- الملاحة التخصصية المعروفة أيضا باسم الملاحة التخصيصية.

## الملاحة البشرية
في الملاحة البشرية الناس تصور طرق مختلفة في أذهانهم للتخطيط كيفية الحصول من مكان إلى آخر. الأشياء التي يعتمدون عليها في تخطيط هذه الطرق تختلف من شخص لآخر وهي أساس الاستراتيجيات الملاحية المختلفة.
بعض الناس يستخدمون مقاييس المسافة وشروط الاتجاه المطلقة (الشمال والجنوب والشرق والغرب) من أجل تصور أفضل طريق من نقطة لأخرى. استخدام هذه المواد بصورة أعم، وتعتبر المقومات الخارجية بوصفها اتجاهات جزءا من إستراتيجية الملاحة المركزية المخصصة. والملاحة المركزية عادة ما تشاهد في الذكور وهي مفيدة في المقام الأول في البيئات الكبيرة و/أو غير المألوفة. ويرجح أن يكون لهذا بعض الأساس في التطور عندما يضطر الذكور إلى الملاحة عبر نطاق واسع وبيئات غير مألوفة أثناء الصيد. استخدام استراتيجيات التخصيص عند الملاحة ينشط في المقام الأول الهيبوكامبوس ومنطقة الحصين في الدماغ. وتعتمد إستراتيجية الملاحة هذه على خريطة عقلية ومكانية أكثر مما تعتمد على علامات مرئية، وإعطائها ميزة في مناطق غير معروفة ولكنها مرونة لاستخدامها في بيئات أصغر أيضاً. وحقيقة أن الذكور هم الذين يفضلون هذه الاستراتيجية في المقام الأول ترتبط على الأرجح بتعميم أن الذكور الملاحين أفضل من الإناث حيث أنه من الأفضل تطبيقه في مجموعة متنوعة من البيئات.
إن الملاحة الأنانية تعتمد على المزيد من المعالم المحلية والتوجهات الشخصية (اليسار/اليمين) في الملاحة وتصور المسار. وهذا الاعتماد على المزيد من المحفزات المحلية والمعروفة جيدا للعثور على طريقها يجعل من الصعب تطبيقها في مواقع جديدة، ولكن بدلا من ذلك هو الأكثر فعالية في بيئات أصغر ومألوفة. ومن الناحية التطورية، من المحتمل أن تأتي الملاحة الأنانية من أجدادنا الذين سيحصلون على غذاءهم ويحتاج إلى أن يكون قادرا على العودة إلى نفس الأماكن يوميا للعثور على النباتات الصالحة للأكل. عادة ما يحدث هذا التدمير في المناطق القريبة نسبيا، والأكثر شيوعا هو القيام وعادة ما تقوم بها الإناث في مجتمعات الصيادين - المجمعين. الإناث، اليوم، هي أفضل عادة في معرفة أين المعالم المختلفة وغالبا ما تعتمد عليها عند إعطاء الاتجاهات. والملاحة الأنفية تسبب مستويات عالية من التنشيط في الفص الأرضي الأيمن والمناطق الأمامية من الدماغ الذي يشارك في المعالجة البصرية المكانية. 

## الملاحة الروبورتية
الروبوتات في الهواء الطلق يمكنها استخدام نظام تحديد المواقع بطريقة مماثلة لأنظمة الملاحة بالسيارات. يمكن استخدام الأنظمة البديلة مع خطة الأرضية بدلا من الخرائط للروبوتات الداخلية، جنبا إلى جنب مع الأجهزة اللاسلكية الموضعية.